# Adelijina dežela
Adelijina dežela (francosko Terre Adelie), tudi Adelijina zemlja, je del Antarktike med 136° in 142° vzhodne geografske dolžine. Meri 432.000 km2. Večinoma je ledeni pokrov, v notranjosti visok prek 3000 m nadmorske višine. Adelijino deželo je leta 1840 odkril francoski raziskovalec Jules-Sebastien-Cesar Dumont d'Urville in jo imenoval po svoji ženi. Od 1938 si jo lasti Francija. Na obali je francoska raziskovalna postaja Dumont d'Urville, ki je bila ustanovljena leta 1952. Po Adelijini deželi sta poimenovana adelijski pingvin (Pygoscelis adeliae) in meteorit, ki so ga tam našli leta 1912.